# 심규선
심규선(沈揆先, 예명: Lucia, 1986년 7월 16일 ~ )은 대한민국의 싱어송라이터이다.
부산광역시에서 태어나고 자랐으며, 2005년 제29회 《MBC 대학가요제》에서 부산예술대학교와 동의대학교의 연합 밴드 그룹인 아스코(ASCORBIC ACID)의 보컬로 활동하며 금상을 수상하였다. 2010년 에피톤 프로젝트의 객원보컬로 활동하였고, 2011년 첫 정규 음반 《자기만의 방》을 발매하였다. 2016년 소속사인 파스텔뮤직과의 재계약을 하지 않고, 1인 레이블인 '헤아릴 규'를 설립하였다. 이후 본명인 심규선으로 활동하고 있다. Lucia(루시아)라는 예명은 자신의 천주교 세례명이다.

## 활동
- 2005년 제29회 《MBC 대학가요제》 금상 수상 (아스코)
- 2009년 뮤지컬 《마법사들》 주연 (구자은 역)[5]
- 2010년 에피톤 프로젝트 《유실물 보관소》 객원보컬 참여 (〈선인장〉, 〈오늘〉)
- 2010년 10월 첫 번째 싱글 음반 《첫 번째, 방 - 고양이 왈츠》 발표
- 2011년 9월 첫 번째 정규 음반 《자기만의 방》 발표
- 2012년 10월 EP 음반 《Décalcomanie》 발표[6]
- 2012년 12월 'OBS 2012 희망의 선택' 홍보대사[7]
- 2013년 4월 EP 음반 《꽃그늘》 발표[8]
- 2014년 5월 두 번째 정규 음반 《Light & Shade chapter.1》 발표[9]
- 2018년 1월 21일 ~ 1월 28일 - MBC《미스터리 음악쇼 복면가왕》 참가자 (곰인곰인하지마. 잘 자는 곰주.)

## 음반
- 2011년 1집 《자기만의 방》 (파스텔뮤직, 케이티뮤직).[2]
- 2013년 EP 《꽃그늘》 (파스텔뮤직, 브라우니엔터테인먼트)
- 2014년 EP 《녹여줘》 (파스텔뮤직, 브라우니엔터테인먼트)
- 2014년 2집 《Light & Shade chapter.1》 (파스텔뮤직, 네오위즈인터넷).[9]
- 2015년 3집 《Light & Shade chapter.2》
- 2017년 EP 《환상소곡집 Op.1》 (헤아릴 규, 카카오엔터테인먼트)
- 2018년 EP 《몸과 마음》 (헤아릴 규, 카카오엔터테인먼트)
- 2019년 EP 《환상소곡집 op.2 [ARIA]》 (헤아릴 규, 카카오엔터테인먼트)
- 2020년 EP 《월령: 上》 (헤아릴 규, 카카오엔터테인먼트)
- 2020년 EP 《월령: 下》 (헤아릴 규, 카카오엔터테인먼트)
- 2020년 EP 《소로 小路》 (헤아릴 규, 카카오엔터테인먼트)
- 2023년 4집 《#HUMANKIND》 (헤아릴 규, 카카오엔터테인먼트)

### 비정규 음반
| 종류       | 음반 정보 | 트랙 리스트 |
| ---------- | --- | --- |
| 싱글       | 《첫 번째, 방 - 고양이 왈츠》 - 발매일: 2010년 10월 29일 - 레이블: 파스텔뮤직, 브라우니엔터테인먼트                                                              | - 1. 고양이 왈츠 - 2. 고양이 왈츠 (Acoustic ver.) (SBS 월화드라마 '내게 거짓말을 해봐' 삽입) - 3. 고양이 왈츠 (inst.) |
| 싱글       | 《두 번째, 방》 - 발매일: 2010년 11월 30일 - 레이블: 파스텔뮤직, 브라우니엔터테인먼트                                                                            | - 1. 부디 - 2. 부디 (inst.)                                                                                           |
| 싱글       | 《꽃처럼 한 철만 사랑해 줄 건가요? (Sakura Moment)》 - 발매일: 2011년 5월 19일 - 레이블: 파스텔뮤직, 케이티뮤직                                                  | - 1. 꽃처럼 한 철만 사랑해 줄 건가요? (Sakura Moment)                                                                 |
| 컴필레이션 | 《조용한 가족 Part.1》 - 발매일: 2012년 4월 4일 - 레이블: 파스텔뮤직, 브라우니엔터테인먼트                                                                       | - 1. 좋아 |
| 컴필레이션 | 《조용한 가족 Part.2》 - 발매일: 2012년 6월 9일 - 레이블: 파스텔뮤직, 브라우니엔터테인먼트                                                                       | - 1. 사랑떼 |
| EP         | 《Décalcomanie》 - 발매일: 2012년 10월 17일 - 레이블: 파스텔뮤직, 브라우니엔터테인먼트                                                                           | Décalcomanie (심규선의 음반) 문서를 참고하십시오.                                                                     |
| 싱글       | 《Ten Years After: 첫 번째 조우 (10 Anniversary Pastel Music)》(with 덕원(브로콜리 너마저)) - 발매일: 2012년 12월 7일 - 레이블: 파스텔뮤직, 브라우니엔터테인먼트 | - 1. 왜죠 - 2. 왜죠 (inst.)                                                                                           |
| 싱글       | 《Re;code Episode II》(with 남우현) - 발매일: 2013년 2월 27일 - 레이블: 로엔엔터테인먼트                                                                         | - 1. 선인장 (Duet) - 2. 선인장 (Duet) (inst.)                                                                         |
| 컴필레이션 | 《그대 내게 기대 (아로나민 50주년 기념 음반)》 - 발매일: 2013년 4월 15일 - 레이블: 파스텔뮤직, 브라우니엔터테인먼트                                              | - 4. 너뿐이야 |
| EP         | 《꽃그늘》 - 발매일: 2013년 4월 18일 - 레이블: 파스텔뮤직, 브라우니엔터테인먼트                                                                                  | 꽃그늘 문서를 참고하십시오.                                                                                           |
| 싱글       | 《LUCIA : 꿈결 속의 멜로디 ep.01》 - 발매일: 2014년 7월 24일 - 레이블: 파스텔뮤직, 네오위즈인터넷                                                                | - 데미안 (Sentimental Scenery Remix Ver.)                                                                             |
| 싱글       | 《LUCIA : 꿈결 속의 멜로디 ep.02》 - 발매일: 2014년 9월 2일 - 레이블: 파스텔뮤직, 네오위즈인터넷                                                                 | - 오필리아(Ophelia)                                                                                                   |
| 싱글       | 《녹여줘》 - 발매일: 2014년 11월 25일 - 레이블: 파스텔뮤직, 네오위즈인터넷                                                                                       | - 녹여줘 - 아무렇게나 질끈 묶은 머리칼 (Feat. 홍재목) - 고리                                                          |
| 싱글       | 《#DearMuse #201510A #PinkRibbon》 - 발매일: 2015년 9월 30일 | - 피어나 - 피어나 (Inst.)                                                                                             |
| 라이브     | 《부드러운 힘 (Live Vol. 1)》 - 발매일: 2015년 9월 30일 | - CD1(9곡)/ CD2(8곡)                                                                                                  |

### 참여 음반
| 발매연도 | 가수                         | 음반명                                                                                    | 참여곡                                                                                                  |
| -------- | ---------------------------- | ----------------------------------------------------------------------------------------- | --- |
| 2010년   | 에피톤 프로젝트              | 《유실물 보관소》                                                                         | - 4. 선인장 (Song By 심규선) - 11. 오늘 (Song By 심규선)                                                |
| 2010년   | 에피톤 프로젝트              | 《Short Stories.1 선인장》                                                                | - 3. 선인장 (Acoustic ver.) - 7. 봄날, 벚꽃 그리고 너 Strings                                           |
| 2010년   | V/A                          | 《Merry Lonely Christmas And Happy New Year》                                             | - 3. Redribbon Foxes                                                                                    |
| 2011년   | 센티멘탈 시너리              | 《Soundscape》                                                                            | - 6. Heavenly Sky (feat. 심규선)                                                                        |
| 2012년   | V/A                          | 《<불후의 명곡2 - 전설을 노래하다> - 김건모 2편》                                         | - 4. 미련                                                                                               |
| 2012년   | GMB                          | 《So Nice (GMF 2012 ver.)》                                                               | - 1. So Nice (GMF 2012 ver.) (feat. 고영배 & 권정열 & 김현아 & 오지은 & 스윗소로우 & 토마스 쿡 & Lucia) |
| 2012년   | Sabo(유상봉) & Lucia(심규선) | 《Ten Years After: 5th Single (10th Anniversary Pastel Music)》                           | - 2. 마지막 춤은 나와 함께 (Original Song. 재주소년)                                                    |
| 2012년   | V/A                          | 《사랑하는 메종 ~레인보우 로즈~ (戀するメゾン。 ~Rainbow Rose~) OST》                     | - 1-4. 고양이 왈츠 (Acoustic ver.) - 3-2. 고양이 왈츠 (Acoustic ver.) (Karaoke ver.)                    |
| 2012년   | 헤르쯔 아날로그              | 《Herz Analog》                                                                           | - 8. 녹차우유곽 (Vocal Lucia(심규선))                                                                   |
| 2013년   | V/A                          | 《Lucia (심규선) & Sabo (유상봉) Curated Ten Years After: Pastel Music 10th Anniversary》 | - 1. 마지막 춤은 나와 함께 (Original Song. 재주소년)                                                    |
| 2013년   | V/A                          | 《Your Favorite Songs (Ten Years After: Pastel Music 10th Anniversary)》                  | - 4. 그대의 고요                                                                                        |
| 2013년   | V/A                          | 《Sky (김하늘 & 파스텔뮤직 컴필레이션)》                                                  | - 1-3. SAVIOR - 2-5. 그대의 고요 - 2-9. 안녕, 안녕 - 3-4. Heavenly Sky (feat. 심규선)                   |

## 서적
- 《조금씩 가까이 너에게(파스텔뮤직 에세이북)》. 북클라우드. 2012년 10월 10일. ISBN 978-89-93357-88-2.
- 《밤의 끝을 알리는 (심규선 에세이)》. 큐리어스. 2022년 5월 27일. ISBN 979-11-66832-79-6.

## 수상 경력
2003년
- 제4회 《PBC 창작생활 성가제》 - 대상 (〈무엇을 먹을까〉)[4]

2004년
- 《여수 국제 청소년축》- 국음악부문 대상

2005년
- 제29회 《MBC 대학가요제》 - 금상 (아스코 - 〈Feel Love〉)[1]

## 학력
- 부산예술대학교 실용음악과

## 같이 보기
- 아스코
- 에피톤 프로젝트